# Huštěnovice
Huštěnovice – gmina w Czechach, w powiecie Uherské Hradiště, w kraju zlińskim. Według danych z dnia 1 stycznia 2012 liczyła 983 mieszkańców.